# Lac du Chevril
Ne doit pas être confondu avec Lac de Tignes.
Le lac du Chevril est un lac artificiel situé en France sur la commune de Tignes, dans le département de la Savoie en région Auvergne-Rhône-Alpes.
Il est créé en 1952 lors de la création du barrage du Chevril sur l'Isère, dans la vallée de la Haute-Tarentaise.

## Situation

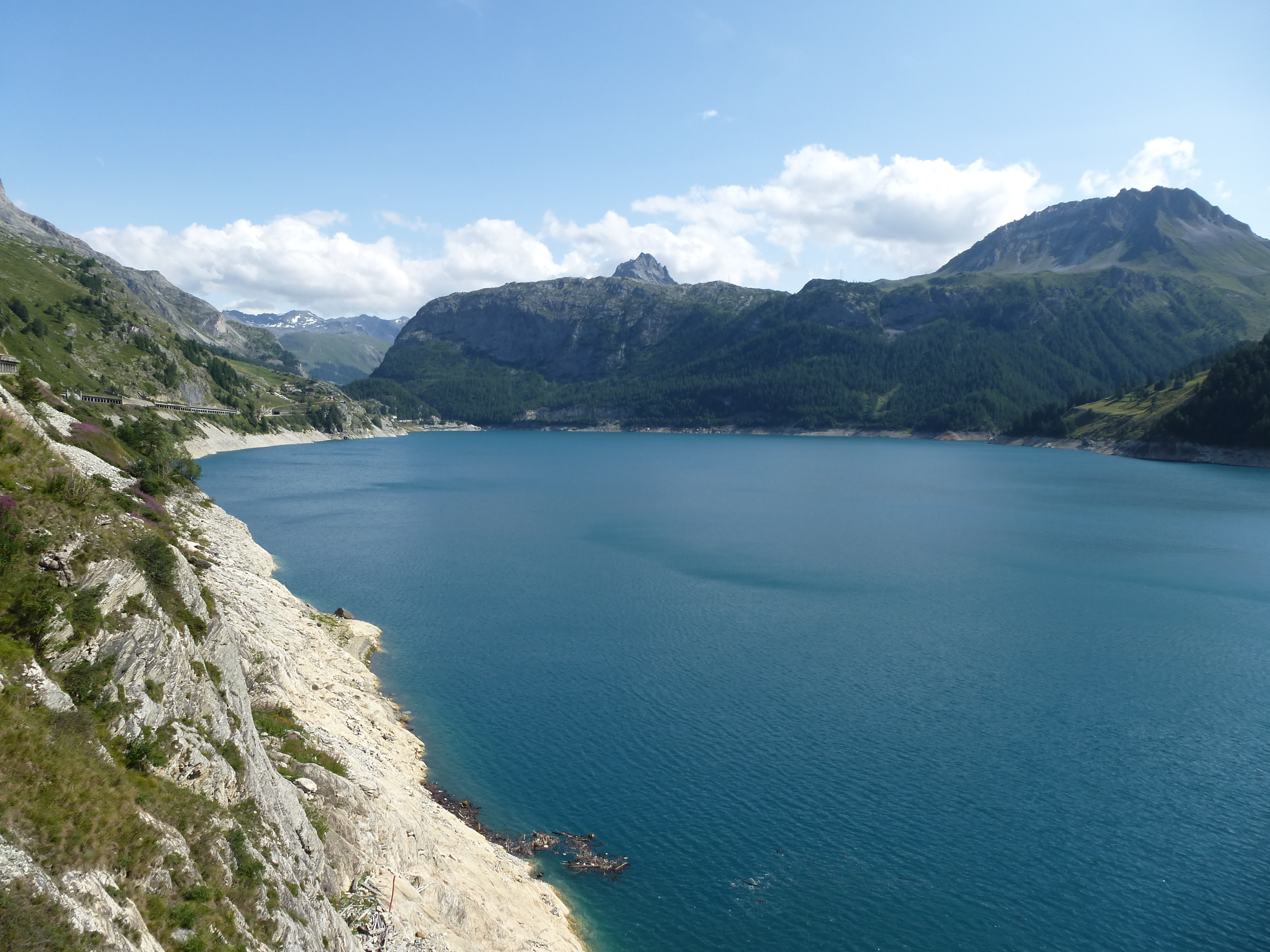
Le lac en direction de Val-d'Isère.

Le lac du Chevril est situé dans la vallée de l'Isère en Haute-Tarentaise dans le département de la Savoie 1 790 mètres d'altitude.
Il se situe dans « la cuvette du Chevril » à environ 6 km à l'est du village de Tignes, 4 km au nord de Val-d'Isère et à une dizaine de kilomètres à vol d'oiseau à l'ouest de la frontière italienne. Sa rivière émissaire est l'Isère, prenant sa source quelques kilomètres plus en amont et continuant ensuite sa course vers le Rhône. Cette cuvette était alors propice à la construction d'un barrage et à la formation du lac.
L'extrémité nord du lac est formée par le barrage du Chevril appelé aussi barrage de Tignes. Sa superficie totale est d'environ 270 hectares, son volume d'eau atteint les 235 millions de m³ et sa profondeur peut atteindre au niveau du barrage 181 mètres (hauteur du barrage).

## Historique
Les travaux de construction du barrage du Chevril débutent après-guerre en 1947 alors que la consommation énergétique de la France commence à devenir de plus en plus importante et que l'on doit imaginer de nouveaux systèmes de production, notamment électrique.
Il est cependant prévu d'amasser les eaux de l'Isère sur l'emplacement de l'ancien village de Tignes (le « vieux Tignes ») dont les 400 habitants de l'époque ont par tous les moyens (procès, sabotages) tenté de faire échouer les projets de formation du lac.
Les besoins croissants en électricité font donner raison à la construction du barrage, et le vieux Tignes est englouti par les eaux du lac en 1952. Le barrage sera inauguré par le président de la république, Vincent Auriol, en 1953.
L'actuel village de Tignes a été reconstruit par quelques Tignards en 1956 avec l'aide de subventions de l'État (près du lac naturel de Tignes) et a donné naissance à l'une des plus hautes stations de France (station de Tignes) située sur le glacier de Tignes.

## Le lac aujourd'hui

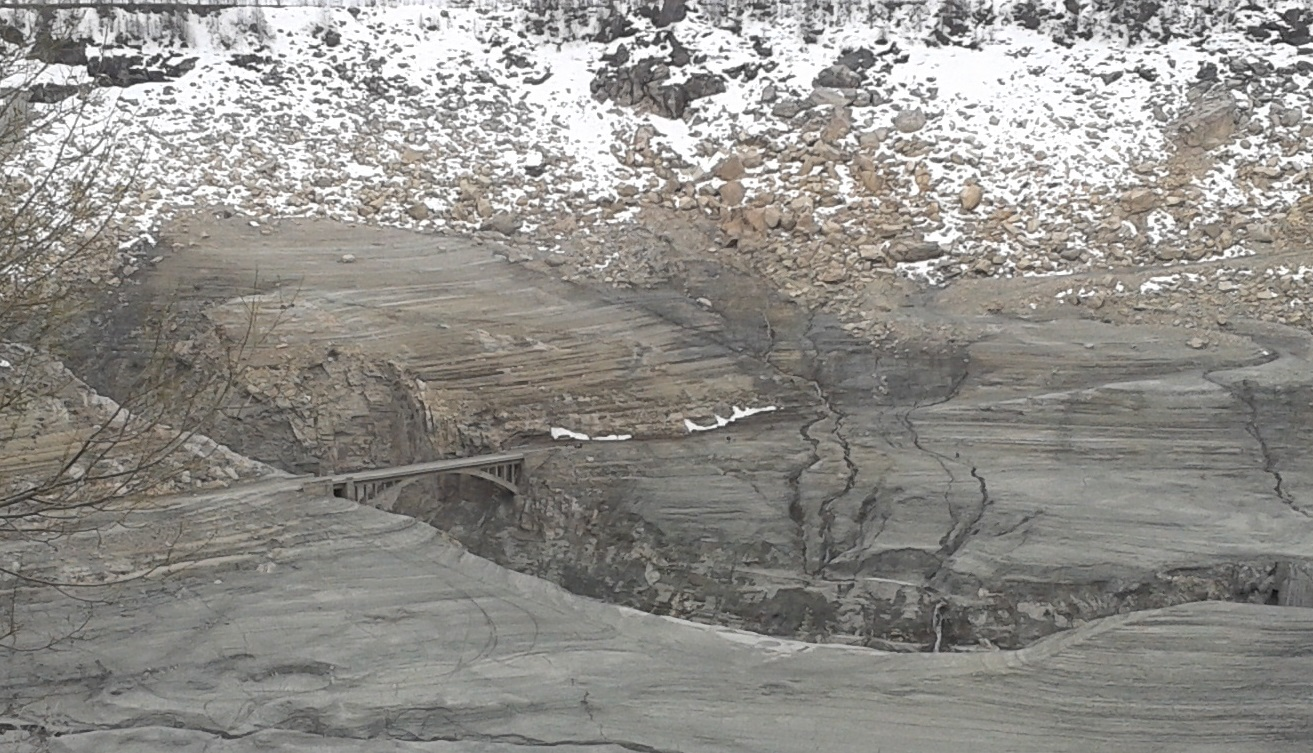
Le lac vide en avril 2014 avec l'ancien pont sur l'Isère désormais sous les eaux.

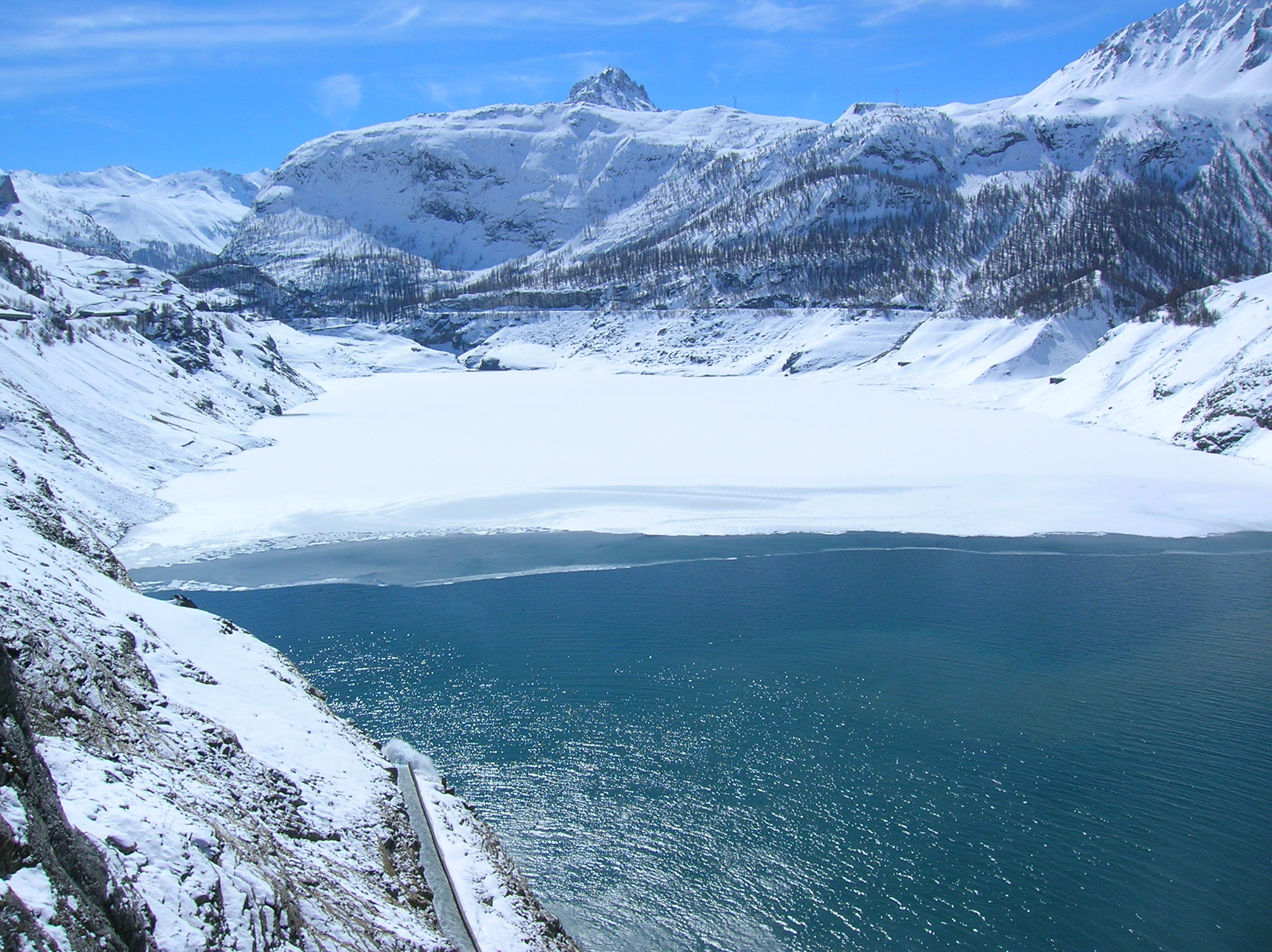
Le lac en hiver.

Le lac du Chevril est aujourd'hui l'un des lacs incontournables lorsque l'on se dirige par la route vers les stations de Tignes ou de Val-d'Isère.
Tous les dix ans, la société EDF, exploitante du barrage, procède à la vidange complète du lac afin d'effectuer les inspections du barrage. Celle de mars 2000 a permis à de nombreux Tignards, dont les quelques rares issus du vieux Tignes, d'organiser une messe dans les ruines de l'ancienne église engloutie,. Une nouvelle vidange est effectuée au printemps 2024.